# キン肉マン消しゴム
キン肉マン消しゴム（キンにくマンけしゴム）とは、漫画『キン肉マン』に登場する超人の形を模した人形である。通称「キン消し」。

## 概要
ゆでたまご作の漫画・テレビアニメ『キン肉マン』のヒットに伴い、1983年 - 1987年にバンダイや様々なメーカーによって製作され、主にガシャポンによって販売された。
基本的には約4cm程度の大きさのものが大半だが、メーカーやシリーズなどにより、でかキン消し、チビ消しシリーズ、SDシリーズなど大きさ・形の異なるものも製作されている。その人気により、玩具菓子、テーマソング「キンケシ子守唄」など派生した展開も行われた。
その種類は非常に多く、バンダイが発売した正規品のレギュラーシリーズだけでも418種類 があり、メジャーな超人からマイナーな超人まで様々な超人の消しゴム人形が製作され、中には超人が超人に技を掛けているものなども存在する。
レギュラーシリーズは基本的に、ペールオレンジ・赤・青・黄色・緑の5色で成型されているが、一部では黒・ベージュ・クリアカラー・ラメ入りなどのものも存在する。
「消しゴム」と呼ばれてはいるがあくまでも玩具扱いであり、「ガシャポン戦士」や「スーパーカー消しゴム」などと同様に文房具の消しゴムとしては用途を成さない。
キンケシの造形師はスーパーカー消しゴムを手掛けた廣田圭司が担当。2017年以降はその息子である廣田敬厚が担当する。

## 歴史
主に1983年 - 1987年ごろ（レギュラー版）、1991年 - 1992年ごろ（王位争奪編）、1998年 - 1999年ごろ（復刻版）、2008年 - 2009年ごろ（キンケシ復刻版）、2016年-（キンケシ）の5期に大別される。
1983年発売当時の商品名は「キン肉マン PARTxx」とされており、「キン消し」は正式名称ではなかった。2008年の復刻版では正式名称を「キンケシ」とした。「キンケシ」表記はバンダイの登録商標（第5116495号）となっている。
1983年 - 1987年（レギュラー版）のみの累計販売数は約1億8000万個にも及ぶ。
1991年 - 1992年に日本テレビ系でテレビアニメ『キン肉マン キン肉星王位争奪編』が放送されたことに関連して、キンケシ「キン肉星王位争奪編」がバンダイより発売された。
1998年 - 1999年頃、リバイバルブームの影響によって「キン肉マン復刻版」（バンダイ、全22種類）、「復刻KINKESHI」（ユタカ、フルカラー・肌色各10種類）、「キン肉マン・キン消し」（バンプレスト、王位争奪編の復刻版）、「でかキンケシ」（バンダイ、丸越が発売していたデカケシの復刻版）など数々の復刻版キン消しが相次いで発売された。
2007年夏、キン肉マンの版権元である東映アニメーションがバンダイに「全418種類のキンケシをキン肉マンDVD-BOXの封入特典とすることは可能か?（大意）」との問い合わせを行った事や『キン肉マン』誕生29周年記念が制定されたことがきっかけとなってキン消し復刻版が発売される運びとなり、2008年3月よりガシャポンによって人気のある既存の種類を復刻版として販売、誕生29周年記念商品として「純金製キンケシ」も通販サイトにて期間限定発売。2008年12月20日に特典として「キンケシ復刻版418体」付きの『キン肉マン コンプリートDVD-BOX』（生誕29周年記念完全予約限定生産）が発売された。キンケシ復刻版自体は6弾から「キン肉マン29周年記念」の冠を外し（実際リリース年が2009年になっていたこともあるため）、2009年11月リリースの11弾技ケシスペシャルをリリース、新規アイテムを合計35種生み出し終了している。
また『キン肉マン』だけでなく、ゆでたまごの他の漫画作品『闘将!!拉麵男』や『SCRAP三太夫』などにおいても登場キャラクターの消しゴム人形が製作され、ガシャポンなどで発売された。
2016年10月にプレミアムバンダイにおいて完全新規造形のキンケシセットの予約販売が開始。翌2017年6月から自販機での発売が開始された。

## シリーズ

### 1980-1990年代
- レギュラーシリーズ（バンダイ、1983 - 1987年）

パート1 - 30、全418種。1カプセル100円　3体入り
- - 超人戦士28BOXシリーズ（バンダイ、1984 - 1986年）

レギュラーシリーズの箱売り版。ペールオレンジのキン消し28体がセットで販売されていた。
- - 超人全鑑（バンダイ、1984年）

レギュラーシリーズのパート1 - 13までの208種のキン消し（ペールオレンジ）をセットにしたもの。
- デカケシシリーズ（丸越、1984 - 1986年）
- チビ消しシリーズ
- SDシリーズ（バンダイ）

ぱあと1 - 7、全84種。
- グレートマッスルシリーズ（バンダイ）

- キン肉星王位争奪編（バンダイ、1991 - 1992年）

パート1 - 3、全36種。
- キン肉マン 復刻版（バンダイ、1999年頃 - ）1カプセル100円2体入り

全22種。レギュラーシリーズの復刻版。
- とるとる愛テムmini キン肉マン キン消し（バンプレスト）

バンプレストのプライズ景品で全30種。当時物と同じ5色+ラメ&クリアの7色。
- KINKESHI（ユタカ）

フルカラーキン消し2種+無彩色キン消し（ペールオレンジ）のセット。ブリスターパックで販売。
- でかキンケシ（バンダイ）

### 2000年代
- キン消しII世Ver.

GC用ソフト『キン肉マンII世 新世代超人VS伝説超人』の予約特典用に制作されたもの。
キン肉万太郎、テリー・ザ・キッド、セイウチン、ガゼルマン、ジェイド、ケビンマスク、スカーフェイス、チェック・メイト、ハンゾウ、ボーン・コールドの全10種で、赤コーナーと青コーナーに分けてカプセルに入っていた。
- キン消し2004 ワザ消しコレクション（2004年）

PS2用ソフト『キン肉マン ジェネレーションズ』の予約特典用に制作されたもの。
マッスル・ドッキング（マッスル・ブラザーズVS四次元殺法コンビ）、クロスボンバー（ヘル・ミッショネルズVSモンゴルマン）、OLAP（ケビンマスクVSキン肉万太郎）の全3種。
- キン肉マン コンプリートDVD-BOX特典（2008年）

29周年を記念して発売されるDVD-BOXの予約特典。レギュラーシリーズ418種（ペールオレンジ）を復刻したもの。
- 29周年記念 キンケシ復刻版（2008年 - 2009年）

1 - 11弾〜技ケシスペシャル〜、新規35種
生誕29周年を記念して復刻されたもの。上記のDVD-BOXの特典と同じもので、成型色は赤・青・ペールオレンジ。パート5以降、新規造形が混入されるようになった。
- キン肉マン29周年記念キャンペーン 5号連続キンケシ復刻版 応募者全員サービス（2008年）

『週刊プレイボーイ』誌上で行われたキャンペーンで復刻されたもの。レギュラーシリーズとキン消しII世ver.を復刻したもので、A - Eコースの全20種。成型色は緑。
- キンケシ覆面狩りVer.（2008年）

キン肉マン29周年記念出版 『肉萬〜キン肉マン萬之書〜』の初版のみ付属していた。キン肉マンの素顔を描いた「覆面狩りポスター」を元にしたもの。
- 完全受注生産 純金製キンケシ（2008年、ダイアート）
- キン肉マン×宇野薫キンケシ（2009年6月）
- キンケシ（2017年6月～）1カプセル200円　1体もしくは2体入り（ワザけし）
- キンケシプレミアムセット（2016年10月）プレミアムバンダイ通販限定商品

など。

## テーマソング
キンケシ子守唄
歌・作曲：いけたけし / セリフ：神谷明（キン肉マン） / 作詞：寺田憲史

## 関連
- よゐことキンケシ〜濱口が有野に全418体を紹介する企画〜（2008年）「よゐこの企画案」で放送し、のちにDVD化された作品。
- 出没！アド街ック天国（2018年3月24日放送） ～松戸～ 第13位「天廣堂」にて廣田圭司の息子、廣田資幸シェフの案でキン消しが誕生したという秘話が語られている。